# Abacetus basilewskyi
Abacetus basilewskyi es una especie de escarabajo terrestre de la subfamilia Pterostichinae.  Fue descrita por Straneo en 1948 y es una especie endémica que se encuentra en Mozambique. 